# يان كلارك (لاعب كرة قدم)
يان كلارك (بالإنجليزية: Ian Clark)‏ (23 أكتوبر 1974 في المملكة المتحدة - ) هو لاعب كرة قدم بريطاني في مركز لاعب متعدد الاستخدامات. لعب مع نادي دونكاستر روفرز ونادي هارتلبول يونايتد ونادي هاروجيت تاون ونادي سكاربورو ونادي غيتزهد وNorton & Stockton Ancients F.C. ‏ وسبنيمور يونايتد ‏ وThornaby F.C. ‏ وهوردن كوليري ولفير ‏ ودارلينجتون إف سى.

## وصلات خارجية
- يان كلارك على موقع قاعدة بيانات كرة القدم.إي يو (الإنجليزية)